# Tropic Thunder
Tropic Thunder è un film commedia d'azione del 2008 diretto e interpretato da Ben Stiller.
La pellicola prende in giro i più famosi film di guerra e lo star-system hollywoodiano in generale. A detta del regista, è una parodia di Apocalypse Now. Il film, che ha come interpreti principali Ben Stiller, Jack Black e Robert Downey Jr., che vestono i panni di un gruppo di attori, ottenne due candidature ai Golden Globe 2009 e una candidatura agli Oscar 2009.

## Trama
Il divo in declino dei film d'azione Tugg Speedman, il cinque volte premio Oscar Kirk Lazarus, l'attore comico eroinomane Jeff "Fats" Portnoy, il rapper Alpa Chino e l'attore esordiente Kevin Sandusky sono lo sgangherato cast di un colossal sulla guerra del Vietnam, Tropic Thunder, basato sull'omonimo libro di memorie del veterano di guerra John "Quadrifoglio" Tayback, che ha perso entrambe le mani in combattimento. Le riprese procedono a rilento a causa dell'invidia tra gli attori e dell'incapacità di gestirli del regista inglese esordiente Damian Cockburn, con la conseguenza che una scena che prevede l'uso di effetti pirotecnici da milioni di dollari viene sprecata perché le cineprese non stanno riprendendo.
Spinto dalla pressione dell'irascibile produttore Les Grossman, che minaccia di chiudere la produzione, Cockburn decide di portare a termine le riprese del film ad ogni costo e, su suggerimento di Quadrifoglio, abbandona gli attori nel cuore della foresta vietnamita, disseminata di telecamere nascoste e vari ordigni esplosivi, per ottenere un maggior realismo. Gli attori, dotati solamente di una mappa e del copione del film, dovranno attraversare la foresta, raggiungere il campo di prigionia del set e girare le scene, mentre Cockburn supervisionerà le riprese da posizioni nascoste aiutato da Quadrifoglio e dall'esperto di esplosivi Cody Underwood; una volta finito il film, saranno riportati a casa in elicottero. Purtroppo Damian muore calpestando accidentalmente una mina coloniale francese inesplosa: gli attori, ad eccezione di Lazarus e Sandusky, credono che il tutto sia un trucco della produzione. I cinque, spinti da Speedman, si incamminano nella foresta per portare a termine le riprese del film, ma non si rendono conto di essere capitati nel Triangolo d'oro, sede della produzione di eroina della gang di trafficanti Flaming Dragon.
Questi, allertati dall'esplosione della mina pestata da Cockburn, avvistano i cinque e, a causa del loro abbigliamento militare, immaginano si tratti di agenti della Drug Enforcement Administration (DEA); Quadrifoglio e Cody vengono catturati dopo aver constatato che Damian è morto. Intanto Lazarus e Sandusky si rendono conto che Speedman li sta portando nella direzione sbagliata e da quel momento le loro strade si dividono: Speedman decide di proseguire perché vuole a tutti i costi terminare le riprese del film, mentre gli altri quattro tornano indietro guidati da Sandusky. Poco dopo Speedman viene catturato dai trafficanti di droga e trattato come un prigioniero di guerra. Il gruppo di trafficanti si rende presto conto che il loro prigioniero altri non è che il protagonista del film Simple Jack (un clamoroso flop girato da Speedman ed unico film in loro possesso in formato VHS) e costringono l'attore a reinterpretare più volte al giorno le scene del film, cosa che gli causa un lavaggio del cervello.
A Los Angeles, l'agente di Speedman, Rick Peck riceve la richiesta di riscatto da parte dei vietnamiti; Grossman rifiuta di pagare, poiché considera Tugg un attore fallito e intende trarre beneficio dalla morte di quest'ultimo tramite la sua polizza assicurativa. Contemporaneamente i quattro attori, vagando per la foresta, incappano nella base dei trafficanti, dove scoprono che il loro collega è prigioniero e viene torturato. Decidono quindi di intervenire il mattino seguente, ma sfortunatamente però vengono scoperti e danno inizio a un conflitto a fuoco. Dopo aver superato i trafficanti, trovano Speedman e riescono a fuggire rocambolescamente, coadiuvati da Quadrifoglio e Cody grazie alla conoscenza di esplosivi di quest'ultimo. Dopo essere saliti sull'elicottero vengono però minacciati con un RPG dal piccolo capo dei trafficanti, ma il tempestivo arrivo di Rick Peck, in soccorso dell'amico Tugg, salva loro la vita. Gli avvenimenti ripresi dalle telecamere nascoste vengono raccolte nel lungometraggio Tropic Blunder, che diviene un successo clamoroso di pubblico e critica. Tugg Speedman riceve il suo primo premio Oscar, consegnatogli dall'amico Kirk Lazarus, rompendo la sua lunga serie di flop cinematografici.

## Personaggi
- Ben Stiller è Tugg Speedman: tra i più pagati attori di Hollywood, star della serie di film d'azione Scorcher. All'anagrafe Doug Spielgelman[3] nato a Fort Lauderdale, figlio di Ron e Sophie Spielgelman, studia presso la Miami Southridge High School. Appassionato di arti marziali, si trasferisce a Los Angeles all'età di 19 anni, dopo aver falsificato la laurea universitaria, trova lavoro in una produzione cinese al fianco dell'allora sconosciuto Jackie Chan. Ben presto diventa una star a Hong Kong come protagonista di molti film cinesi di arti marziali. Dopo alcuni alti e bassi, grazie all'incontro con Rick Peck, inizia a lavorare negli Stati Uniti, lavorando nella soap opera Shaker Hights ma conosce il successo cinematografico grazie al film Amico, la terra si è appena fermata.[3] La Universal fiuta il suo potenziale e lo ingaggia come protagonista assoluto di Scorcher, il film incassa oltre 380 milioni di dollari trasformandolo in una star dei film d'azione,[3] ma dopo altri 5 capitoli di scarso successo della saga e il flop del film Chitlin and The Dude, Speedman tenta di dare una svolta alla propria carriera con un film serio, in Simple Jack interpreta un ritardato, ma anche questo tentativo si dimostra un fallimento.[3]
- Robert Downey Jr. è Kirk Lazarus: attore australiano vincitore di cinque Oscar e promotore del metodo attoriale. Per recitare in Tropic Thunder arriva a scurirsi la pelle chirurgicamente per interpretare il sergente afroamericano Lincoln Osiris. Nato a Kargorlie in Australia, dopo la separazione dei genitori cresce con il padre e in seguito con la nonna, dopo che il padre è finito in carcere per la misteriosa scomparsa della madre.[4] Poco più che tredicenne va a vivere con la sorella aborigena e il suo fidanzato. Prima di diventare un attore affermato ha praticato i lavori più disparati: acchiappa canguri, camionista, ha lavorato in un'industria per la fusione della ghisa e in una fabbrica di puntine da disegno.[4]
- Jack Black è Jeff "Fats" Portnoy: attore comico tossicodipendente, noto per aver dato vita a interpretazioni multiple in una serie di film caratterizzati da volgarità e flatulenze. Curiosità: alcuni sostengono che Jack Black abbia esplicitamente chiesto questo nome in omaggio a Mike Portnoy, ex-batterista della band Progressive metal Dream Theater.
- Jay Baruchel è Kevin Sandusky: attore sconosciuto che dopo anni di gavetta ha la possibilità di farsi conoscere. È l'unico membro del cast ad aver letto il romanzo da cui il film è tratto ed è l'unico ad aver partecipato a un corso d'addestramento prima del film. Alla fine del film si vede che riesce a fidanzarsi con Jennifer Love Hewitt.
- Brandon T. Jackson è Alpa Chino: un rapper che sta tentando la strada della recitazione; è segretamente omosessuale, ma fa di tutto per nascondere la sua relazione con il suo amante Lance (quest'ultimo è presente con lui alla cerimonia degli Oscar nel finale del film). La sua bevanda energetica, "Booty Sweat", appare più volte nel film. Il suo nome è un chiaro riferimento ad Al Pacino.
- Nick Nolte è John "Quadrifoglio" Tayback: autore del romanzo da cui è tratto il film, è sua l'idea di abbandonare gli attori in mezzo alla foresta. Quando viene catturato dai Flaming Dragon si scopre che le sue protesi sono finte e che il romanzo è solo frutto della sua fantasia, non essendo mai stato un reduce del Vietnam e avendo passato il periodo bellico nella Guardia Costiera.
- Steve Coogan è Damian Cockburn: regista inglese alle prime armi scelto per dirigere Tropic Thunder, prima vera importante occasione dopo anni di lavori televisivi. Muore ucciso in Vietnam davanti agli occhi degli attori.
- Danny McBride è Cody Underwood: addetto agli effetti speciali e agli esplosivi. Ha lavorato per anni nel settore, incappando spesso in spiacevoli inconvenienti. Come da lui stesso rivelato, avrebbe perso un dito "nell'adempimento del dovere" ed avrebbe quasi accecato l'attrice Jamie Lee Curtis sul set di Quel pazzo venerdì. Catturato insieme a Quadrifoglio dai Flaming Dragon, durante la fuga con gli attori, si renderà utile con la sua conoscenza (dovuta in parte al lavoro e in parte a passione) nell'uso dei lanciafiamme.
- Matthew McConaughey è Rick "Pecker" Peck: agente e amico di lunga data di Tugg Speedman. Crede fermamente nelle doti del suo cliente, incitandolo di continuo, anche quando questi si trova a recitare insieme al ben più affermato Kirk Lazarus. Quando Les Grossman comunica la sua intenzione di far morire Tugg per mano dei Flaming Dragons, cerca di corrompere Peck, promettendogli ingenti somme di denaro derivanti dal premio assicurativo che lo studio avrebbe riscosso grazie alla dipartita dell'attore, ma l'agente si rifiuta e raggiunge l'amico nella foresta. Il suo intervento risulterà decisivo per salvare la vita a Speedman e ai suoi compagni.
- Tom Cruise è Les Grossman: sboccato produttore esecutivo del film, cinico e rabbioso con passione per l'hip-hop.
- Bill Hader è Rob Slolom: assistente e braccio destro di Les Grossman.
- Brandon Soo Hoo è Tran: giovanissimo capo dei Flaming Dragon gang.
- Reggie Lee è Byong: comandante in seconda della Flaming Dragon Gang.

## Produzione
Il film è co-prodotto dalla DreamWorks SKG e dalla Paramount Pictures. Ben Stiller si è avvalso della collaborazione dell'amico Justin Theroux e di Etan Cohen.

### Cast
Tom Cruise, nonostante il set blindato, è stato fotografato nei panni di un uomo calvo e sovrappeso. Questo ha fatto infuriare notevolmente l'attore, perché non voleva che la sua partecipazione al film fosse pubblicizzata, visto che la pellicola non fa parte della United Artists. Ultimo ad aggiungersi al cast dei cameo è Matthew McConaughey, che sostituisce Owen Wilson. La casa di produzione ha infatti preferito sostituirlo dopo il suo tentato suicidio nell'agosto del 2007.

#### Cameo
Il cast è impreziosito da numerosi e celebri cameo:
- Tyra Banks: se stessa
- Jason Bateman: se stesso
- Lance Bass: se stesso
- Jennifer Love Hewitt: se stessa
- Kathy Hilton: se stessa
- Tobey Maguire: se stesso

- Maria Menounos: se stessa
- Alicia Silverstone: se stessa
- The Mooney Suzuki: se stessi
- Christine Taylor: Rebecca
- Justin Theroux: Jan Jürgen
- Jon Voight: se stesso

## Distribuzione
Il film è uscito nelle sale cinematografiche statunitensi il 13 agosto 2008 mentre in Italia per il 24 ottobre dello stesso anno.

## Riconoscimenti
- 2009 – Premio Oscar
  - Candidatura al miglior attore non protagonista a Robert Downey Jr.
- 2009 – Golden Globe
  - Candidatura al miglior attore non protagonista a Robert Downey Jr.
  - Candidatura al miglior attore non protagonista a Tom Cruise